# Кведа-Горди
Кведа-Горди (груз. ქვედა გორდი) — село в Грузии, на территории Хонийского муниципалитета края (мхаре) Имеретия.

## География
Село находится в западной части Грузии, к северу от реки Цхенисцкали, на расстоянии приблизительно 12 километров (по прямой) к северо-востоку от города Хони, административного центра муниципалитета. Абсолютная высота — 483 метра над уровнем моря.

## Население
По результатам официальной переписи населения 2014 года, в Кведа-Горди проживало 320 человек (161 мужчина и 159 женщин). В национальной структуре населения грузины составляли 100 %.
| Год  | Население, человек |
| ---- | ------------------ |
| 2002 | 522                |
| 2014 | ↘ 320              |